# 吉利姆克河
52°07′22″N 8°46′40″E / 52.122816°N 8.777842°E

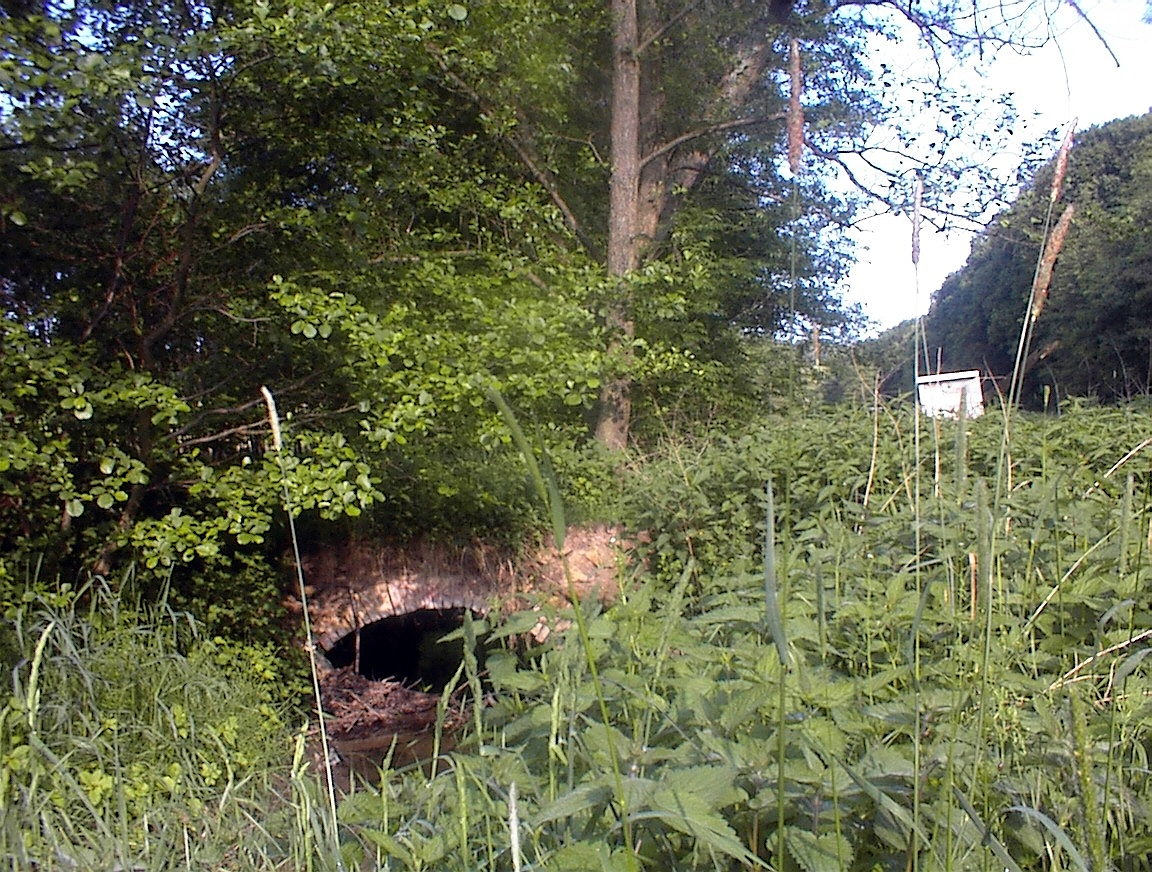

吉利姆克河（德語：Glimke），是德國的河流，位於該國西部，流經北萊茵-威斯特法倫州，屬於薩爾策河的左支流，河道全長6.2公里，流域面積13.1平方公里。